# Keysville (Georgia)
Keysville è un comune degli Stati Uniti d'America, situato nello Stato della Georgia, nella contea di Burke e in parte nella contea di Jefferson.